# Tenodera nimbana
Tenodera nimbana är en bönsyrseart som beskrevs av Roger Roy 1963. Tenodera nimbana ingår i släktet Tenodera och familjen Mantidae. Inga underarter finns listade i Catalogue of Life.